# 奎希河

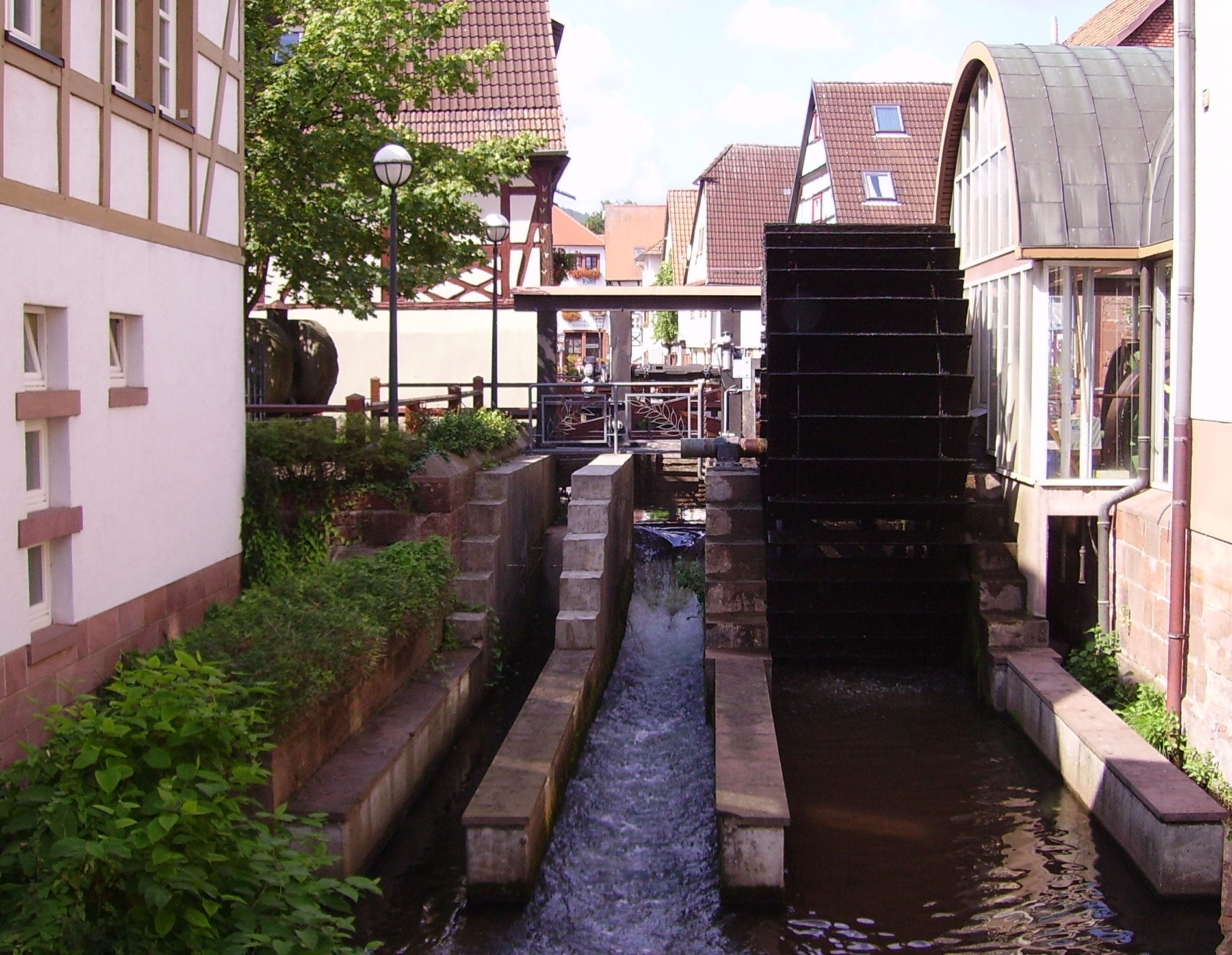

奎希河（德語：Queich）是德國的河流，位於莱茵兰-普法尔茨，屬於萊茵河的左支流，河道全長51.6公里，流域面積271.2平方公里，支流有比恩河和施皮格尔河。